# Разворот (книжное оформление)

Канон Ван де Граафа, по которому строится классический книжный разворот

Разворо́т — две соседние страницы раскрытой книги.
Компоновка книжного разворота в старину подчинялась определённым правилам и канонам. Например, немецкий библиотекарь Густав Мильхзак в ходе многочисленных замеров вычислил три пропорции полей у книг эпохи Возрождения. Немецкий типограф Ян Чихольд вычислил несколько старинных компоновок разворота, которые описал в статье «Свободные от произвола соотношения размеров книжной страницы и наборной полосы».